# Poliomavirus BK
Il virus BK è un membro della famiglia dei polyomaviridae ampiamente diffuso nella popolazione e responsabile di infezioni asintomatiche in pazienti immunocompetenti, è invece associato a patologie renali in pazienti immunocompromessi o immunosoppressi.

## Struttura
Il poliomavirus BK è costituito da un capside di 45 nm di diametro che contiene DNA a doppio filamento lungo circa 5.000 bp. Il suo genoma è strettamente correlato con gli altri due poliomavirus potenzialmente patogeni per l'uomo cioè il virus JC e il simian virus 40 (SV40). Il genoma è suddivisibile in una regione precoce, una tardiva e una non codificante. La regione precoce contiene i geni che codificano per le proteine non strutturali T (trasformanti) le più importanti delle quali sono l'antigene T grande e l'antigene t piccolo. La regione tardiva contiene geni che codificano per le proteine del capside VP1, VP2 e VP3, che possiedono lo stesso sito di inizio a livello della regione non codificante così che la cellula infettata trascrive su un solo mRNA che successivamente viene processato per ottenere le tre proteine. La regione non codificante contiene l'origine di replicazione del DNA, un promotore e altre sequenze di trascrizione sia per i geni precoci che per quelli tardivi. La replicazione del DNA virale è possibile in entrambe le direzioni, con i geni precoci che seguono una direzione opposta rispetto ai tardivi.

## Diagnosi
La presenza del virus BK può essere rilevata attraverso esami citologici urinari. Le cellule infettate dal virus BK appaiono ingrossate e presentano aggregati basofili nel nucleo, una morfologia simile a quella di un'infezione da citomegalovirus.

## Epidemiologia
Sino all'80% della popolazione entro l'adolescenza viene infettata dal virus BK e la grande maggioranza non sviluppa nessuna patologia. Il virus si trasmette probabilmente per via respiratoria.

## Patogenesi
Il poliomavirus BK invade inizialmente le vie respiratorie, dove si moltiplica, e forse i linfociti determinando una viremia primaria. Successivamente il virus raggiunge il rene dove si moltiplica generando un'infezione latente che non dà sintomi negli individui immunocompetenti. Negli individui immunocompromessi, invece, il virus si può riattivare dando origine in seguito a moltiplicazione a gravi infezioni delle vie urinarie che possono dare origine a viruria, stenosi uretrale e cistite emorragica. La presenza del virus BK (o del poliomavirus correlato JC) nelle urine dei pazienti immunocompromessi è molto frequente. Nei roditori il virus BK può determinare l'insorgenza di neoplasie mentre nell'uomo non è stata sinora trovata nessuna associazione tra l'infezione da virus BK e specifici tumori.
Il virus BK viene endocitato nelle cellule bersaglio, dopodiché il suo DNA fuoriesce dal capside e penetra nel nucleo. I geni precoci sono i primi ad essere trascritti dalle proteine di trascrizione della cellula infettata e codificano per proteine che promuovono la crescita cellulare. L'antigene T grande si lega a p53 e a Rb, due importanti oncosoppressori, inattivandoli e promuovendo quindi la crescita cellulare. Le cellule permissive permettono la completa replicazione del virus BK all'interno del loro nucleo, così che infine vengono lisate e muoiono mentre le cellule non permissive permettono esclusivamente la trascrizione dei geni precoci e ciò comporta il rischio di trasformazione oncogena della cellula in questione.

## Terapia
Non esiste vaccino contro il poliomavirus BK, né una terapia specifica per l'infezione. L'obiettivo è ridurre l'immunosoppressione del paziente.